# Yago Lange
Yago Lange (22 de março de 1988) é um velejador argentino que participou dos Jogos Olímpicos de Verão e que é medalhista dos Jogos Pan-Americanos.
Ele é filho do velejador Santiago Lange, que foi campeão olímpico pela Argentina.

## Trajetória esportiva
Ele competiu nos Jogos Olímpicos de Verão de 2016 no Rio de Janeiro, na classe 49er, tendo ficado no 7º lugar. Ele participou do evento ao lado de seu irmão Klaus Lange.
Nos Jogos Pan-Americanos de 2019, o atleta conquistou a medalha de prata na categoria 49er, novamente ao lado de seu irmão. Foi a sua primeira conquista continental.